# Rodzina d’Obyrn
d’Obyrnowie herbu własnego – żyjący do dziś, polski ród herbowy, wywodzący się z irlandzkiego klanu O’Byrne. Gniazdem rodziny była Irlandka, nazwana na cześć kraju, z którego pochodził ród.
Członkowie d’Obyrnów są potomkami Brana mac Máelmórda – króla Leinsteru, należącego do szczepu rodu Uí Dúnlainge.
Do rodziny d’Obyrnów należał również Tytus O’Byrn, pułkownik w powstaniu styczniowym.

## Etymologia nazwiska
Większość irlandzkich nazwisk ma pochodzenie celtyckie i wywodzi się z IV wieku p.n.e., kiedy to Celtowie ustanowili system dziedzicznych nazwisk, dodając przed drugim imieniem „Mac” (syn) lub „O” (wnuk lub potomek).  
O’Byrn jest więc nazwiskiem odosobowym, wywodzi się od imienia starożytnego celtyckiego wodza, Brana mac Maolmòrrdha – króla Leinster, zmarłego w 1052 roku. Jego potomkowie nazywali siebie w języku irlandzkim Ó Broin, co oznacza wnuka lub potomka Brana. Irlandzka forma nazwiska uległa zanglicyzowaniu, w wyniku czego powstał obecnie znany O’Byrne.

## Gniazdo rodu
Gniazdem d’Obyrnów był majątek Irlandka (obecnie Orlanka na Białorusi), nazwana na cześć kraju, z którego pochodził ród.
W Słowniku geograficznym Królestwa Polskiego z 1900 roku, wieś figurowała pod nazwą Irlandka (albo Irlanka-Bodziatyn). Były to dobra ziemskie, należące do kilku właścicieli, których powierzchnia wynosiła 2127 dz. (ok. 2300 ha.), z czego 487 dz. stanowiły lasy, a 662 dz. – nieużytki .
| Irlandka Położenie na mapie Białorusi |

## Historia

### Początki
Geneza rodziny zaczynaja się wraz z panowaniem Brana mac Máelmórda, króla Leinsteru, obalonego w 1018 roku, a zmarłego w 1052 roku. Potomkowie Brana nazwali się na jego cześć „O’Bran”, dając w ten sposób początek rodu O’Byrne.

### O’Byrne
Ród ten rządził niegdyś ze swojego fortu w Naas równiną Liffey – najbogatszą krainą północnego Kildare. Wraz z postępami podbojów anglo-normandzkich na terenie Irlandii, klan O’Byrne i blisko spokrewnieni z nimi sojusznicy – O’Toolowie – zostali zmuszeni do migracji ze swoich ówczesnych terenów do biedniejszych krain oraz gór na wschodzie.
Na początku XIII wieku oba klany kontrolowały większość dzisiejszego hrabstwa Wicklow. Często łączyły swoje siły w najazdach na „The Pale”. Przez prawie trzysta lat O’Byrnowie i ich sojusznicy O’Toole byli najpotężniejszą siłą na południe od Dublina. Kraj O’Byrnów natomiast znany był po irlandzku jako „Críoch Branach”.
Z biegiem czasu sytuacja Irlandczyków stawała się coraz trudniejsza – pogorszyło ją także to, że nie odnieśli się entuzjastycznie do reformacji angielskiej. Po spustoszeniu kraju przez wojska Oliwera Cromwella rozpoczęła się intensywna kolonizacja, wysiedlenia i konfiskaty majątków. Gdy zaś większość Irlandczyków poparla Jakuba II w wojnie z Wilhelmem III Orańskim, po klęsce Stuarta w bitwie nad Boyne w której brał udział przodek polskich O’Byrnów wprowadzono tzw. Prawa Karne (Penal Laws). Uniemożliwiały one katolikom irlandzkim posiadanie ziemi i praw wyborczych, oraz możliwość służby w wojsku lub studiów uniwersyteckich, stało się to więc impulsem do masowej emigracji szlachty. Tak liczny odpływ zwłaszcza młodych mężczyzn za granicę nazwano odlotem dzikich gęsi.

### d’Obyrn
Podobnie jak inni, O’Byrnowie rozpoczęli emigrację do Francji i innych krajów. Dzisiejsza polska rodzina d’Obyrn wywodzi się od Jamesa O’Byrna, syna baroneta Gregory’ego Byrne z Timogue, Queen’s County (dziś Co. Laois), który około 1725 roku osiedlił się w Polsce, obejmując stanowisko kapitana Gwardii Królewskiej Augusta II, podczas gdy jego brat, John James, zaangażował się w armii Saksonii. Obydwaj służyli na pewno wcześniej w Niemczech, ale ich poprzednie etapy kariery wojskowej nie są znane. Niemieccy O’Byrnowie służyli na dworze Króla Saksonii i piastowali wysokie stopnie wojskowe .
Synowie Jakuba O’Byrna – Jakub d’Obyrn, kanonik poznański (w 1791 roku proboszcz prużański), wraz z Jerzym, podpułkownikiem wojsk litewskich, otrzymali w 1764 roku polski indygenat z potwierdzeniem ich szlachectwa i prawem do kładzenia korony hrabiowskiej nad tarczą w ich herbie od Króla Stanisława Augusta Poniatowskiego. Jakub mieszkał w Warszawie, choć w późniejszych latach rodzina żyła głównie w zaborze rosyjskim na Ziemiach Zabranych .
Najbardziej znanym przedstawicielem polskiej linii d’Obyrnów jest pułkownik i powstaniec styczniowy Tytus O’Byrn, którego gałąź rodziny zrezygnowała z francuskiego przedrostka d’ .